# Devid Eugene Bouah
Devid Eugene Bouah (Roma, Italia, 13 de agosto de 2001) es un futbolista Italiano. Juega de defensa y su actual equipo es el Reggina 1914 de la Serie B de Italia.

## Selección
Ha sido internacional con la selección de Italia en las categorías sub-17 y sub-19 en 3 ocasiones, sin goles. 
Ha generado entusiasmo su gran nivel tanto defensivo como ofensivo, lo cual lo ha llevado a ser comparado con su compatriota y compañero de equipo 
Alessandro Florenzi. Dentro de la selección se ha desarrollado en diversas posiciones, siendo sobresaliente como extremo derecho.

## Trayectoria

### A. S. Roma Primavera
Desde sus inicios Devid comenzó en las academias del equipo italiano, donde demostró sus grandes dotes técnicas, las cuales fueron poco a poco mejorando; con el paso del tiempo ascendió al primer equipo de dicha institución. Se llegó a mencionar que el jugador podría llegar a ser una apuesta mundial. Luego del transcurso de un gran primer año en A.S. Roma Primavera. durante el transcurso del año 2018 el técnico Eusebio Di Francesco decidió darle una oportunidad en el primer equipo, donde tuvo chance de jugar en los partidos de pretemporada del respectivo año.

### A. S. Roma
El 1 de julio de 2018 la A. S. Roma decide que sea parte del primer equipo; el futbolista comenzó una gran pretemporada con el equipo, siendo una de las grandes apuestas del equipo romano, quien desde el momento en el que se anunció que sería parte del primer equipo fue nombrado como la gran apuesta que se realizará en la defensa, fue presentado con la camiseta número 41. De igual manera cuenta tanto en la plantilla del equipo y de igual forma juega de forma más regular en el equipo filial del conjunto romano. En el inicio de la temporada, comenzó la pretemporada de gran forma, lo cual le sirvió para ganarse un lugar en el equipo.

## Clubes
| Club                    | País   | Año       | Partidos | Goles |
| ----------------------- | ------ | --------- | -------- | ----- |
| A. S. Roma              | Italia | 2018-2020 | 2        | 0     |
| Cosenza Calcio (cesión) | Italia | 2020-2021 | 11       | 0     |
| Teramo Calcio (cesión)  | Italia | 2021-2022 | 19       | 0     |
| Reggina 1914            | Italia | 2022-     | 9        | 1     |

### Títulos
| Título                | Club (*)            | País   | Año  |
| --------------------- | ------------------- | ------ | ---- |
| Copa Italia Primavera | A.S. Roma Primavera | Italia | 2017 |